# Irina Illarionovna Sheremeteva
Condessa Irina Illarionovna Sheremeteva (nascida condessa Vorontsova-Dashkova, 2 de dezembro de 1872, São Petersburgo - 3 de janeiro de 1959, Roma) foi uma dama de honra, figura pública, e irmã da misericórdia. Foi premiada tês vezes premiado com medalhas de São Jorge.

## Família e infância

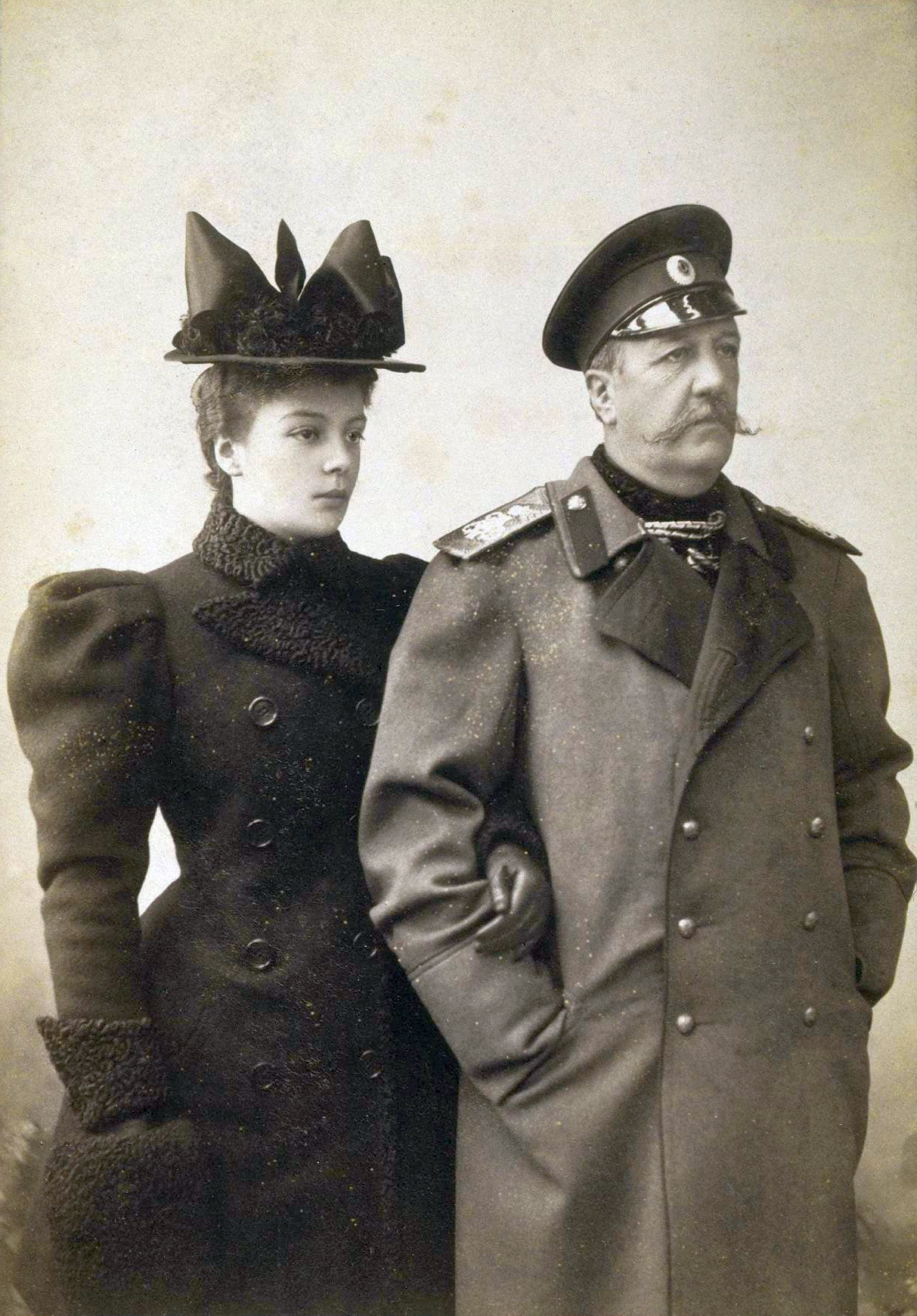
Irina com seu pai na década de 1890

Irina Illarionovna (Ira) foi a quarta filha do conde Illarion Ivanovich Vorontsov-Dashkov e da Condessa Elizabeth Andreevna Vorontsova-dashkova, nascida Condessa Shuvalova.
Irina Illarionovna passou sua infância com seus irmãos e irmãs na propriedade de verão da família de Novotomnikovo em Tambov, onde as crianças deveriam passar pelo menos quatro horas com professores e, além disso, ler, andar a cavalo e costurar roupas para crianças camponesas. No caso da ausência de pais, eles deveriam ter relatado o tempo gasto em cartas[2].
Graças à proximidade dos pais com o imperador Alexandre III, todos os jovens Vorontsovs-Dashkovs ocuparam um lugar de destaque na corte e estavam entre os amigos do Tsarevich Nicholau Alexandrovich, formando um círculo íntimo de pares ligados pela diversão secular [3]. Irinae seus irmãos integravam um grupo de amigos do tsarevich Nicolau Alexandrovich denominado "Os batatas" devido a um acontecimento engraçado em Novotomnikovo envolvendo uma plantação de batatas e todos os amigos tinham um colar com um pingente de batata.

## Casamento e filhos

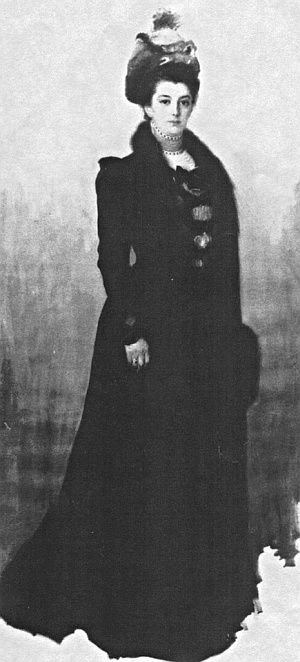
Irina illarionovna pelo pintor Nikolau Petrovich Bogdanov-Belsky

Na corte da dama de honra, Irina Illarionovna tornou-se próxima do Conde Dmitri Sergeyevich Sheremetev (1869-1943), o filho mais velho d Conde Sergei Dmitrievich Sheremetev e da Condessa Catherine Pavlovna Sheremeteva( nascida Princesa  Vyazemskaya) , que também foi membro do grupo ''batatas'' do tsarevich Nicolau Alexandrovich e estudante do  Regimento Life Guards do Regimento Preobrazhensky.
Em 11 de junho de 1891, o conde Vorontsov-Dashkov escreveu ao imperador Alexandre III: 
"Por favor, permita-me compartilhar com você a alegria familiar. Dmitri Sheremetev está comprometido com Ira. Estamos todos muito felizes ". 
No entanto, a pedido de Sergei Dmitrievich , o anúncio do noivado foi adiado até a formação de seu filho como oficial. O casamento ocorreu em 10 de janeiro de 1892 na igreja de Santa Bárbara do Palácio Sheremetev nas margens do rio Fontaka em São Petersburgo. De acordo com as memórias de Alexandre Alexandrovich Polovtsov, a escolha da igreja foi precedida por uma "disputa prolongada entre as mães da noiva e do noivo" sobre o lugar do casamento, decidido apenas pela Intervenção mais alta. O jornal New Times, que noticiou o casamento, informou que o casamento, contou com a participação de mais de 600 convidados, incluindo quase toda a família imperial,  ministros e oficiais do regimento da cavalaria, liderados pelo Comandante Nicolau Arkadevich Timiryazev, "teve um raro Brilho ". O noivo foi abençoado pelo Imperador Alexandre III e pelo Príncipe Alexandre Petrovich de Oldenburgo, ele entrou na igreja com a Imperatriz Maria Fedorovna, a noiva que era " bonita no sentido pleno da palavra " entrou acompanhada por Alexandre III. Um dos padrinhos do noivo foi o Grão-Duque Sergei Mikhailovich, e da noiva -,Tsarevich Nicolau Alexandrovich e o Grão Duque Alexandre Mikhailovich [5].

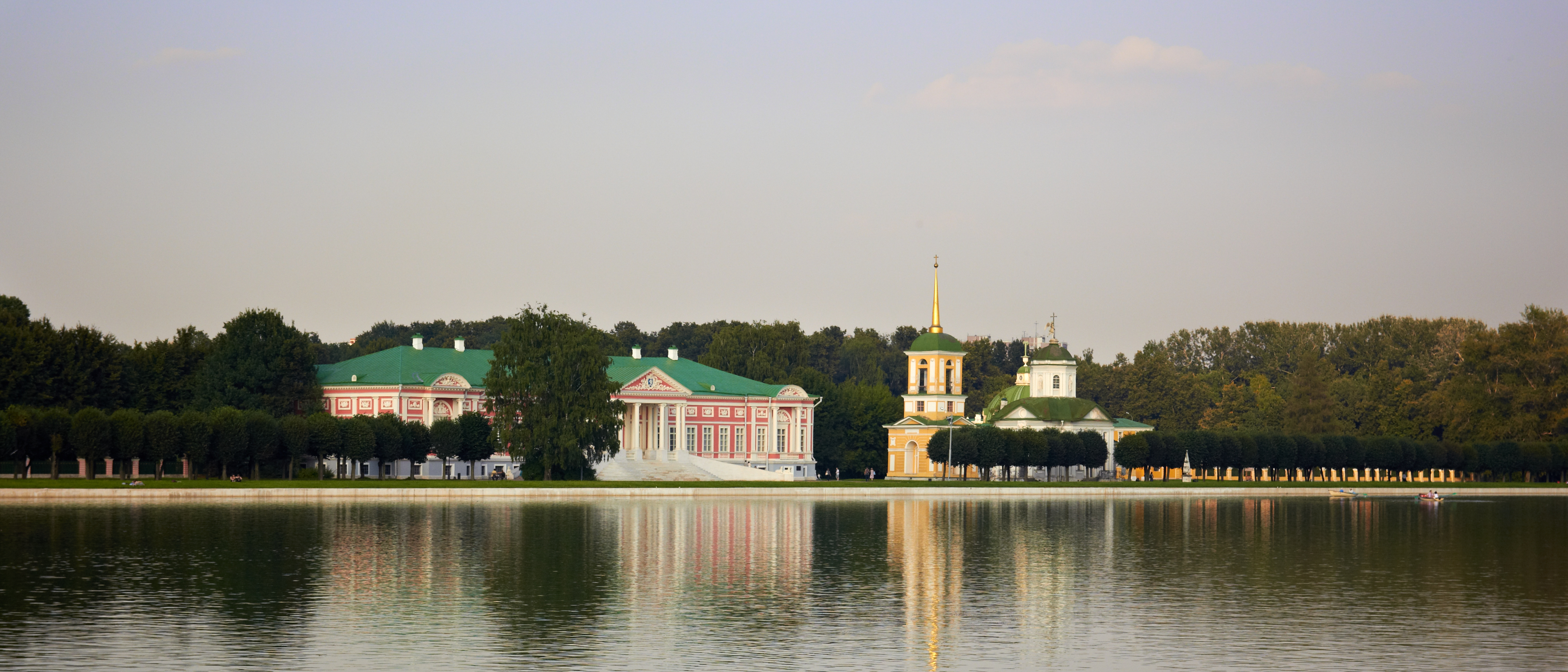
A propriedade Kuskovo, onde Irina Illarionovna e Dmitri Sergeyevich passaram a lua de mel

Após a lua de mel passada na propriedade da família Sheremetev de Kuskovo, os recém-casados se instalaram no Palácio Sheremetev nas margens do rio Fontaka, onde um apartamento separado foi providenciado para eles. Em Mikhailovskoye, Dmitri tinha sua própria casa de madeira de um andar ao lado da casa grande. Materialmente, Dmitri Sergeyevich ainda dependia de seu pai. Sergei Dmitrievich não queria dividir as terras da família, e seus filhos tinham apenas uma parte da renda das propriedades familiares. Em maio de 1900, Dmitri Sergeyevich comprou 420 acres de terra na aldeia de Gavrontsi, província de Poltava. Em 1909 ele escreveu de Livadia: "O Tsar quer que nós compremos uma propriedade na Criméia a qualquer preço para que você possa passar parte do outono aqui com as crianças ... aconselhou você a comprar a propriedade de Selyali, do Conde S. Orlov -Davydov,
O serviço de Dmitry Sergeevich como uma ala auxiliar levou a ausência frequente e de muitos dias de casa. Possuindo um caráter forte, Irina Illarionovna tornou-se a cabeça da família. A influência de Vorontsov, Sergei Dmitrievich, muitas vezes discutiu com sua filha Maria Gudovich. Seu neto, Conde AA Gudovich, lembrou: "Ele também queria que as crianças fossem Sheremetevs em vez de Vorontsov-Dashkov e Meyendorff ... E Irina Illarionovna era uma mulher com muito caráter". Apesar dos muitos anos de amizade, mãe, filha Sheremetev ironicamente chamada "arquipélago". A irmã de Dmitry, Anna Sergeyevna, escreveu com seu diário: "Dmitry e Pavel, não são mais nada, como um eco dos Vorontsov ... Eu sempre fui contra os Vorontsov e contra a idéia de sua geminação conosco!"

## Primeira Guerra Mundial e exílio

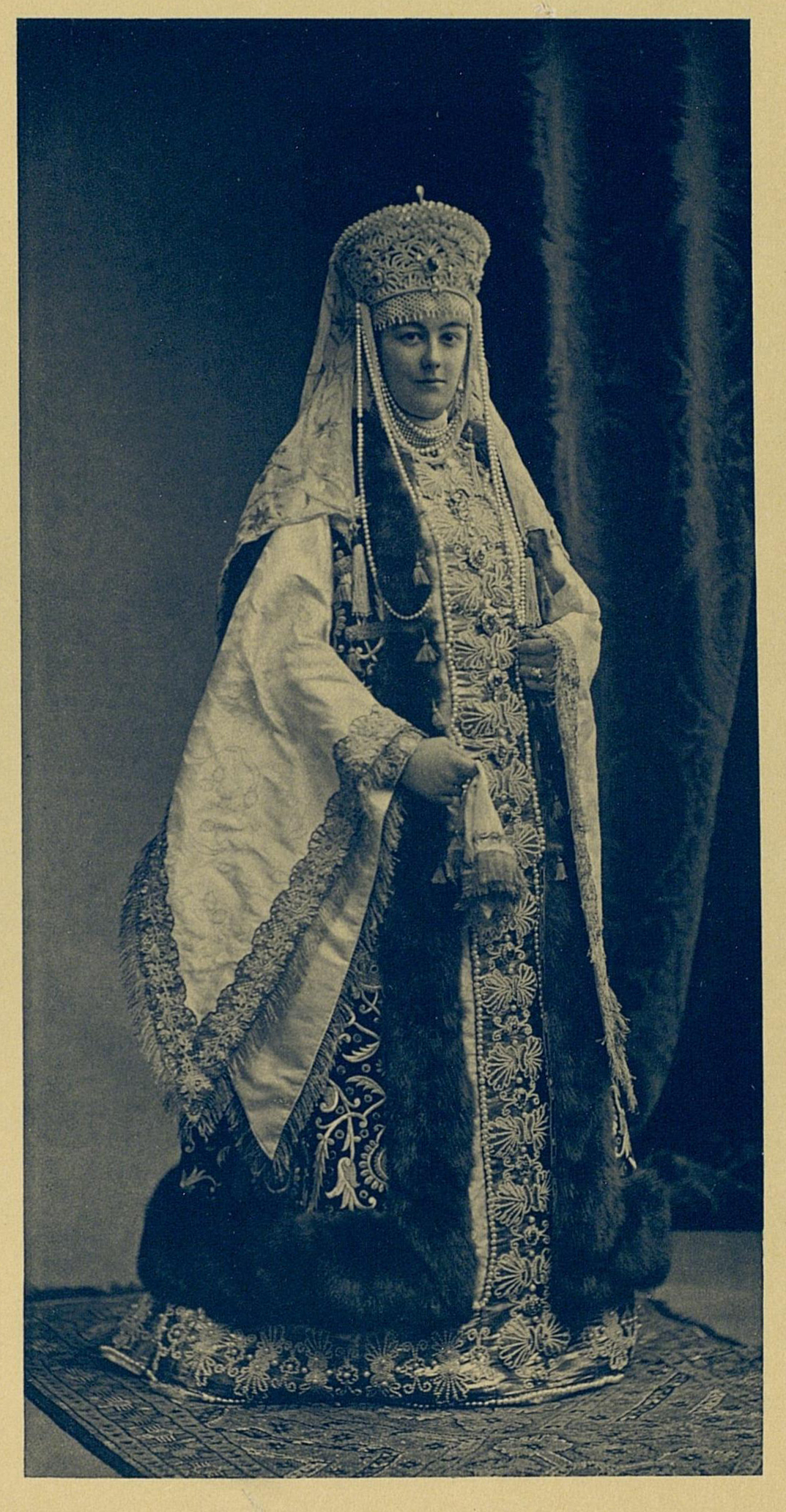
Irina no último grande baile do Império Russo em 1903

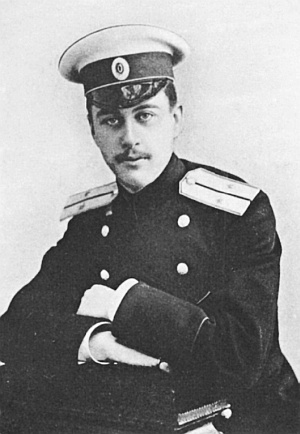
Conde Dmitri Sergeyevich Sheremetev

Com o início da Primeira Guerra Mundial, os cônjuges começaram a se encontrar com menos frequência. Sheremetev estava no imperador, e Irina Illarionovna organizou em seus próprios fundos e doações voluntárias uma unidade médica, na qual também desempenhava os deveres de uma enfermeira sênior. No início do outono de 1914, seu destacamento No. 41, destacado para a Divisão de Cavalaria dos Primeiros Guardas, foi enviado para a Polônia, onde estava perto da linha de frente. A tarefa do destacamento era "fornecer assistência médica, organizar refeições e transportar para os hospitais de soldados feridos e doentes". Os relatórios disseram que a condessa Sheremeteva "trabalha muito pessoalmente na frente e sua enfermaria é exemplar. Graças ao seu trabalho desinteressado, a condessa Sheremeteva é muito popular entre os oficiais. [7] Em 9 de setembro de 1914, Dmitry Sergeevich escreveu para ele Esposa na frente: "... não posso esperar para decidir se você vai descansar e voltar para nós pelo menos por um centavo." Irina Illarionovna recebeu três medalhas Georgievsky. 25 de outubro de 1914 Sheremetev escreveu: "... Eu me alegro com sua façanha e rezo a Deus para mantê-lo inteiro e ileso ". [5]
Após a revolução, Irina Illarionovna e seus filhos saíram de Petersburgo, em 22 de março de 1917, Sergei Dmitrievich escreveu a sua filha Marya: "Ira e sua família estão fugindo para Moscou". Logo, junto com o marido, que renunciaram, eles se mudaram para Kuskovo. No final do verão, os Sheremetevs tomam a decisão de se dirigirem para a Criméia, onde as propriedades de Elizaveta Andreevna estão localizadas e onde todos os membros da família Vorontsov-Dashkov se juntam gradualmente. No início, a família Sheremetev morava na dacha Capri em Essentuki, juntamente com a família do irmão mais novo de Alexandre, que estava no Exército Voluntário. Várias vezes conseguiram evitar a prisão e a execução [8]. Em abril de 1919, a família da condessa Sheremeteva junto com Elizaveta Andreevna deixou a Criméia em um dos navios ingleses, quem se dirigiu para Malta. Mais tarde Irina Illarionovna emigrou para a França, morou em Paris e Antibes, depois mudou-se para a Itália.

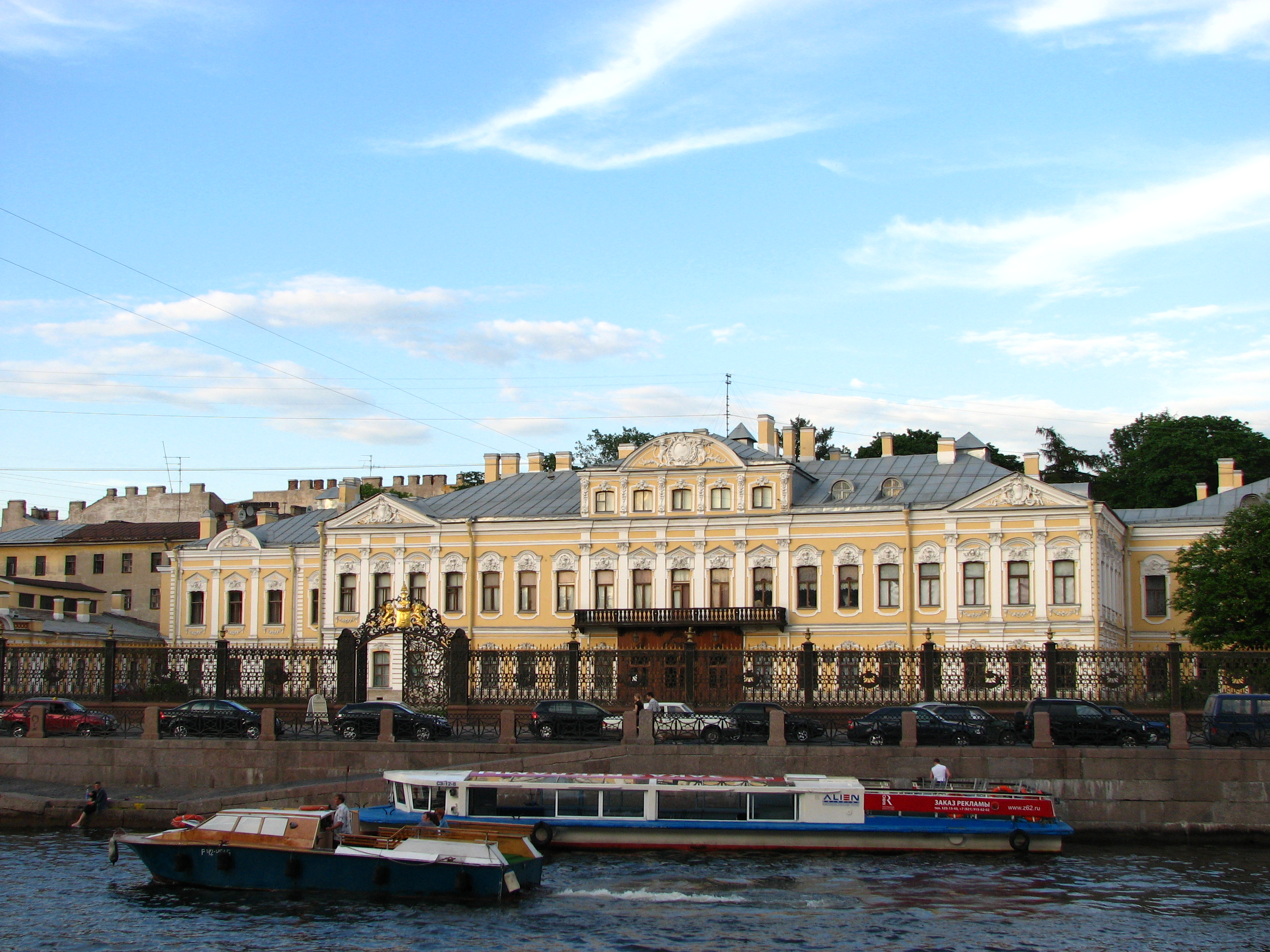
O Palácio Sheremetev nas margens do rio Fontanka em São Petersburgo, onde Irina sua família moravam

Ao fazer o trabalho social, a condessa Sheremeteva estava em várias organizações:
Membro do círculo literário e histórico "Câmara do Patriarca"
Membro da Sociedade de Zealotes da Educação Histórica Russa em memória do imperador Alexandre III.
Membro da União dos zelotes em memória do Imperador Nicolau II (desde 1923).
O primeiro presidente do Bureau do Comité de Senhoras da União dos Nobres Russos (desde 1926).
Membro da Sociedade das Senhoras em memória da imperatriz Maria Feodorovna.
A condessa Irina Illarionovna Sheremeteva morreu em 3 de janeiro de 1959 em Roma e foi enterrada no cemitério de Testaccio.

## Descendência
| Imagem | Nome      | Nascimento | Morte | Notas |
| ------ | --------- | ---------- | ----- | --- |
|        | Elizabeth | 1893       | 1974  | Casou em 1912 a com o Príncipe Boris Leonidovich Viazemsky (1883-1917), após ficar viúva casou-se novamente em 1921 com o Conde Sergei Alexandrovich Chernyshyova-Bezobrazov (1894-1972). Sua filha mais velha de seu segundo casamento, Irina Sergeyevna Chernyshyova-Bezobrazova (1925-2015) se casaria com o Príncipe Teymuraz Bagration , a mais nova, Xenia Sergeyevna Chernyshyova-Bezobrazova (1929-1968) se casaria com o Arquiduque austríaco Rudolf (1919-2010); |
|        | Catherine | 1894       | 1896  | |
|        | Irina     | 1896       | 1965  | Casou-se em 1918 com o Conde Jorge Dmitrievich Mengden(1897-1983); |
|        | Sergei    | 1898       | 1972  | Membro do Exército Branco não se casou. |
|        | Praskovia | 1901       | 1980  | Casou em 1921 com o Príncipe de sangue imperial Roman Petrovich Romanov(1896-1978) com quem teve 2 filhos,os príncipes Nicolau Petrovich e Dmitri Petrovich. |
|        | Maria     | 1902       | 1919  | |
|        | Nicolau   | 1904       | 1979  | Casou em 1938 com a Princesa Irina Felixovna Yussupova (1915-1983), filha única do Príncipe Felix Felixovich Yussupov e da Princesa Irina Alexandrovna Romanova . |
|        | Basil     | 1906       | 1986  | Casou em 1929 com Darya Borisovna Tatisheva (1905-1983). |

## Literatura
- Alekseev VN Contos dos Vorontsov e Vorontsovs-Dashkovs na história da Rússia. - ZAO Tsentrpoligraf, 2002. - 477 p.
- Ismail-Zade DI Graf II Vorontsov-Dashkov. O governador caucasiano. - ZAO Tsentrpoligraf, 2005. - 511 p.